# John Moresby

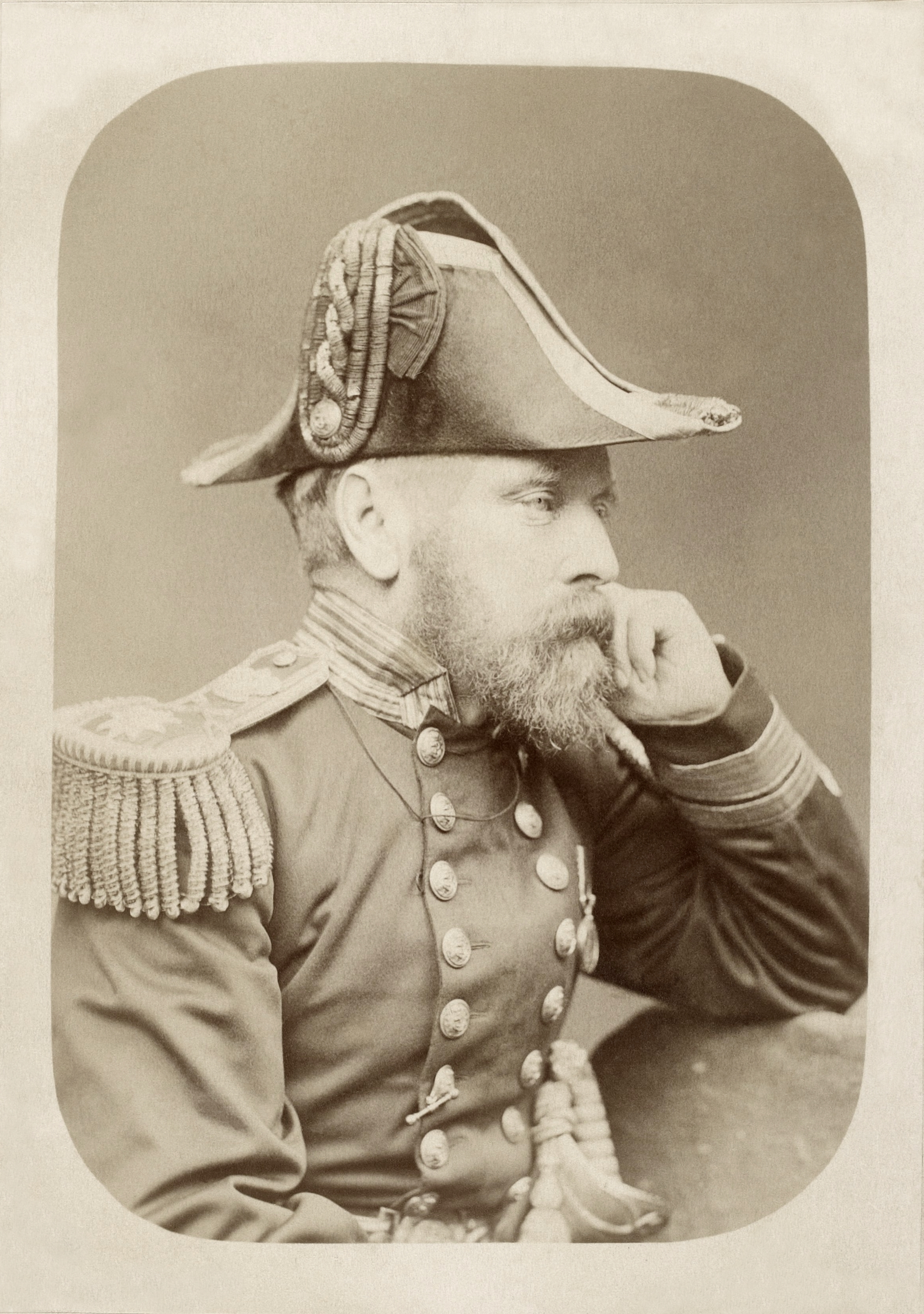
John Moresby

John Moresby (* 15. März 1830, Allerford/Somerset, England; † 12. Juli 1922, Fareham/Hampshire, England) war ein britischer Marineoffizier, der die Küste von Neuguinea erforschte und den Landstrich entdeckte, auf dem die nach ihm benannte Stadt Port Moresby (die heutige Hauptstadt von Papua-Neuguinea) liegt. Auf seiner Laufbahn in der Royal Navy brachte er es bis zum Konteradmiral (rear admiral).

## Familie
Er war Sohn des Admirals Sir Fairfax Moresby. Er war verheiratet und hatte sechs Kinder. Seine älteste Tochter Elizabeth Louisa Moresby wurde Schriftstellerin, die verschiedene Pseudonyme benutzte.